# Bomolocha purpuralis
Bomolocha purpuralis là một loài bướm đêm trong họ Noctuidae.